# Кливлендский мясник
«Кливлендский мясник» (также известный как Безумный мясник из Кингсбери-Ран) — неустановленный серийный убийца, совершавший свои преступления в Кливленде, Огайо, в 1930-х годах.

## Убийства
Официальное количество убийств, приписываемых Кливлендскому мяснику, — двенадцать, хотя недавние исследования показали, что их могло быть больше. 12 жертв были убиты между 1935 и 1938 годами, но некоторые следователи, включая Кливлендского детектива Питера Мэрило, считают, что общее количество жертв было около сорока, как в Кливленде, так и в Питтсбурге и Янгстауне, Огайо, в период между 1920-ми и 1950-ми годами. Две жертвы, являющиеся наиболее вероятными для добавления в список — неизвестное тело, обозначенное как «Леди Озера», найденное 5 сентября 1934 года и Роберт Робертсон, найденный 22 июля 1950 года.
Личности многих жертв так и не были установлены. Жертвы под номерами 2, 3 и 8 были опознаны как Эдвард Андресси, Фло Полилло и, возможно, Роуз Уоллес. Все жертвы принадлежали к низшему социальному уровню, и поэтому были лёгкой добычей в Кливленде во времена Великой Депрессии. Многие из них были представителями «рабочей бедноты», проживавшей в районе Кливленд Флэтс.
Убийца-расчленитель всегда обезглавливал и часто расчленял свои жертвы, иногда перерезая туловище пополам; во многих случаях смерть наступала в результате обезглавливания. Большинство жертв мужского пола были кастрированы, а на некоторых жертвах находили следы химического воздействия. Многие из жертв были найдены спустя значительное время после смерти, иногда через год или позже. Это делало опознание почти невозможным, особенно если головы не были найдены.
Во время так называемых «официальных» убийств главой общественной безопасности Кливленда был Элиот Несс. Его обязанностью было управление полицейским участком и вспомогательными учреждениями, такими как пожарное отделение. Проводимое Нессом расследование было неудачным, и несмотря на его заслуги в поимке Аль Капоне, его карьера как детектива закончилась через четыре года после прекращения убийств мясника.

## Жертвы
Большинство исследователей обозначают 12 жертв, хотя появились и новые свидетельства, такие как труп женщины «Леди Озера». Только две жертвы были несомненно опознаны, остальные десять получили имена Джон Доу и Джейн Доу.
1. Джон Доу, неопознанный труп мужчины, найденный в районе Джекес Хилл округа Кингсбери Ран (возле 49-й Восточной и Прага авеню) 23 сентября 1935 г. Предварительный осмотр предполагал, что первые жертвы были убиты за 7—10 дней до того, как были найдены. Позднейшее исследование показало, что этот мужчина был убит за 3—4 недели до обнаружения.
2. Эдвард У. Андресси был найден в районе Джекес Хилл округа Кингсбери Ран 23 сентября 1935 года, приблизительно в 10 метрах от жертвы номер один. Предполагается, что к моменту обнаружения Андресси был мёртв 2—3 дня.
3. Флоренс Дженивьева Полилло, также известная под другими прозвищами, была найдена за торговым лотком 2315 на 20 Восточной улице, в центре Кливленда 26 января 1936 года. Предполагается, что она была убита за 3—4 дня до обнаружения.
4. Джон Доу № 2, неопознанный труп мужчины, также известный как «татуированный мужчина», был найден 5 июня 1936 года. Предполагается, что он был убит за 2 дня до обнаружения. У жертвы было шесть необычных татуировок, в том числе имена «Хелен и Пол», а также инициалы «W.C.G.». Его нижнее бельё было маркировано штампом прачечной, инициалы хозяина которой были J.D. Несмотря на результаты, полученные из морга, изготовление посмертной маски и опрос тысяч жителей Кливленда летом 1936 на Выставке Великих Озёр, «татуированный мужчина» не был опознан.
5. Джон Доу № 3, неопознанный труп мужчины, найденный в малонаселённом районе Бруклина под названием Биг Крик, на западе от Кливленда, 22 июля 1936 года. Было установлено, что он был мёртв 2 месяца к моменту обнаружения. Это единственная жертва, найденная в Вест Сайде.
6. Джон Доу № 4, неопознанный труп мужчины, найденный в Кингсбери Ран 10 сентября 1936 года. Был мёртв 2 дня к моменту обнаружения.
7. Джейн Доу № 1, неопознанный труп женщины, найденный возле Эвклид Бич на берегу озера Лэйк Эри 23 февраля 1937 года. Была мертва 3—4 дня к моменту обнаружения. Её тело было найдено на том же месте, что и не включённое в официальный список жертв Леди Озера в 1934 году.
8. Джейн Доу № 2 (возможно, Роуз Уоллес), найдена под мостом Лорейн-Карнеги 6 июня 1937 года. Поскольку предполагалось, что тело находилось там более года, ставится под сомнение факт его принадлежности Уоллес, исчезнувшей лишь за 10 месяцев до его обнаружения. Стоматологическое исследование, проведённое работниками полиции по инициативе её сына, показало близкое сходство. Тем не менее, точное подтверждение было невозможно, поскольку зубной врач, проводивший стоматологические работы, умер несколькими годами ранее.
9. Джон Доу № 5, неопознанный труп мужчины, найденный в реке Кайахога в Кливленд Флэтс 6 июля 1937 года. Был мёртв 3—4 дня на момент обнаружения.
10. Джейн Доу № 3, неопознанный труп женщины, найденный в реке Кайахога в Кливленд Флэтс 8 апреля 1938 года. Предполагается, что она была мертва 3—5 дней на момент обнаружения.
11. Джейн Доу № 4, неопознанный труп женщины, найденный на 9 Восточной улице района Лейкшор Дамп 16 августа 1938 года. Предполагается, что она была мертва 4—6 месяцев к моменту обнаружения.
12. Джон Доу № 6, неопознанный труп мужчины, найденный на 9 Восточной улице района Лейкшор Дамп 16 августа 1938 года. Предполагается, что он был мёртв за 7—9 месяцев до момента обнаружения.

| - Эдвард У. Андресси - Флоренс Полилло | - Джон Доу № 2 - Джейн Доу № 2 |

## Возможные жертвы
Несколько жертв могут иметь наиболее вероятную связь с убийцей-расчленителем. Первой обычно называется Леди Озера, найденная возле Эвклид Бич на берегу озера Лэйк Эри 5 сентября 1934 года, практически на том же месте, что и жертва номер 7. Некоторые исследователи преступлений убийцы-расчленителя засчитывают Леди Озера как жертву номер один или «Жертву номер Ноль».
Безголовый, неопознанный труп мужчины, найденный в товарном вагоне в Нью Кастле, Пенсильвания 1 июля 1936 года. Три безголовые жертвы были найдены в товарных вагонах возле МакКииз Рокс, Пенсильвания, 3 мая 1940 года. Всем им были нанесены повреждения, характерные для Кливлендского убийцы. Также указывается, что обезглавленные трупы были найдены на болотах Пенсильвании ещё в 1920-х. Следствие рассматривало возможность причастности убийцы к загадочному исчезновению пяти детей семьи Соддеров.
Роберт Робертсон был найден в лотке под номером 2138 на Даверпорт Авеню в Кливленде 22 июля 1950 года. Он был убит за 6—8 недель до обнаружения и умышленно обезглавлен.

## Подозреваемые
Наиболее часто с убийцей-расчленителем связывают двух главных подозреваемых, хотя в ходе следствия их было значительно больше.
24 августа 1939 года 52-летний житель Кливленда Фрэнк Долезел, арестованный по подозрению в убийстве Флоренс Полилло, умер при загадочных обстоятельствах в тюрьме округа Кайахога. После его смерти выяснилось, что у него было сломано шесть рёбер — по словам его друзей, у него не было этих травм до его ареста шерифом Мартином Л. О’Доннеллом за шесть недель до этого. Многие исследователи считают, что не было никаких свидетельств участия Долезела в убийствах, хотя он однажды сознался в убийстве Фло Полилло при попытке самообороны. Перед смертью он отрёкся от своего признания и двух других, утверждая, что его били, чтобы получить признание. Недавние свидетельства указывают, что его смерть была вызвана не самоубийством, а возможными действиями шерифа и его помощников; книга и документальный фильм об этом случае под названием «Убийство без языка» (англ. Murder Hath No Tongue) и «Сломанные чётки» (англ. Broken Rosary) планируются к выпуску в 2010 году.
Исследователи полагают, что последнее «каноническое» убийство произошло в 1938 году. Главным подозреваемым был и остаётся доктор Фрэнсис Э. Свини, который добровольно отправился в стационарное лечение вскоре после того, как были обнаружены жертвы в 1938 году. Свини оставался в различных клиниках вплоть до его смерти в 1964 году. Примечательно, что во время Первой мировой войны Свини работал в полевом госпитале, который производил ампутации. Позднее Свини был лично допрошен Элиотом Нессом, который проводил расследование убийств в должности главы общественной безопасности Кливленда. Во время этого допроса Свини, под кодовым именем «Гейлорд Сандхейм», провалил два теста на ранних версиях полиграфа. Оба теста были подтверждены экспертом полиграфа Леонардом Килером, который сообщил Нессу, что это именно тот, кого он ищет. Тем не менее, Несс посчитал, что у него мало шансов провести успешное обвинение этого доктора, особенно потому что тот был двоюродным братом его политического оппонента, конгрессмена Мартина Л. Свини. В свою очередь, конгрессмен Свини, женатый на родственнице шерифа О’Доннелла, выступал против мэра Кливленда Харольда Бартона и критиковал Несса за его неспособность поймать убийцу. После того, как доктор Свини отправился в лечебное учреждение, не осталось никакой возможности для полиции привлечь его к ответственности как подозреваемого. Таким образом, убийства прекратились, а Свини умер в Дайтонской больнице для ветеранов в 1964 году. Из больницы Свини досаждал Нессу и его семье, посылая им угрожающие почтовые открытки в 1950-х годах.

## В массовой культуре
- Автор комиксов Брайан Майкл Бендис в соавторстве с Марком Андрейко написал графический роман «Торс» (англ. Torso), основанный на кливлендских убийствах. Комикс публиковался Image Comics в 1998—1999 годах.
- Георгий Зотов в книге «Тиргартен» (2018) упоминает в одной из глав Мясника.
- Режиссёр Дэвид Финчер планировал экранизировать комикс после съёмок фильма о другом непойманном серийном убийце, Зодиаке. Студия Paramount Pictures дала проекту «зелёный свет», но впоследствии остановила проект из-за проблем с бюджетом и желания Финчера снимать чёрно-белый фильм. В 2013 году стало известно, что экранизацией займётся режиссёр Дэвид Лавери.[5]
- В фильме «Семь психопатов» (англ. Seven Psychopaths) семейная пара Захария (которого сыграл Том Уэйтс) и Мегги убивают мясника из Кингсбери-Ран в психиатрической больнице. И хотя годы смерти в фильме и в реальности не совпадают, но убитый больше всего напоминает Фрэнсиса Свини.
- В настольной ролевой игре «Ктулху» существует модуль «Ужас в Кинсбери», в котором героям необходимо завершить расследование по делу «Мясника»
- В 2019 году выпущен трек Zloy Seth — The mad butcher of Kingsbury Run (ʙᴇᴀᴛᴢᴇvsᴋʏ ᴘʀᴏᴅ.)
- В 2001 году вышел фильм «Из ада[6]», в котором частично отразилось влияние истории Кливлендского мясника в развязке истории маньяка.
- Главные герои книги Эми Хармон "Любимый незнакомец" занимаются расследованием убийств Кливлендского мясника.